# Requiem (lettertype)
Requiem is een schreeflettertype ontworpen door Jonathan Hoefler in 1992 onder licentie van zijn eigen letteruitgeverij Hoefler & Frere-Jones.
Het lettertype ontleent zijn inspiratie van een set inscriptiekapitalen, zoals in Ludovico Vicentino degli Arrighi's handgeschreven stuk uit 1523 Il Modo de Temperare le Penne. Cursieven zijn gebaseerd op het 'cancelleresca corsiva' "chancellery"-model. De lettertypefamilie is groot; het bevat drie puntgroottes met kleinkapitalen, twee ornamentale sets, en cursieve ligaturen. Een variant voor grote drukvormen (zoals borden) en titels, heeft een speciale dunne schreef en gelijke stokdikte.

## Varianten
- Requiem Text
- Requiem Display
- Requiem Fine